# The Monochrome Set
The Monochrome Set è un gruppo musicale post-punk inglese formatosi nel 1978 sulle ceneri di un precedente gruppo, The B-Sides tra cui militava tra gli altri Stuart Goddard conosciuto più tardi come Adam Ant. Il gruppo è guidato dal cantante di origine indiana Bid (pseudonimo di Ganesh Seshadri) supportato dal chitarrista Lester Square e dal bassista Andy Warren.
Il loro stile musicale unisce elementi post-punk, melodie pop tipiche degli anni 60 e una forte vena ironica, sono stati tra i gruppi che ispirarono il giovane Morrissey.

## Storia

### 1978-1985
L'attività del gruppo si può dividere in 3 principali periodi. Il primo, dalla fondazione al 1985, in cui il gruppo era un quartetto composta da Bid, Square, Jeremy Harrington (basso) e J.D. Crowe (batteria), Crowe fu sostituito da John D. Haney. Dopo alcuni singoli per la Rough Trade, Warren subentrò ad Harrington. Il gruppo esordì su LP nel 1980 con l'album Strange Boutique prodotto da Bob Sargeant per l'etichetta DinDisc sussidiaria della Virgin. L'album ottenne un discreto successo raggiungendo il 62º posto nella UK Chart. A questo primo lavoro seguì sempre nel 1980 Love Zombies.
Nel 1981 Haney fu sostituito da Lexington Crane al basso. Il gruppo per il terzo album cambiò etichetta, Eligible Bachelors prodotto dal musicista folk Tim Hart uscì per la Cherry Red nel 1982. Subito dopo altri 2 avvicendamenti nel gruppo, Square e Crane furono sostituiti da Carrie Booth e Nicholas Weslowski. Unica uscita di questa formazione fu il singolo Cast a Long Shadow.
Dopo la raccolta Volume, Contrast, Brilliance... pubblicarono nel 1985 The Lost Weekend per la Warner Bros., il disco fu un insuccesso tanto che portò allo scioglimento del gruppo. Fecero da backing band a Jessica Griffin' nell'album dei Would-Be-Goods  The Camera Loves Me.

### 1990-1998
Bid, Square e Warren riesumarono il nome del gruppo nel 1990 con l'ausilio di altri 2 musicisti di supporto. Nel frattempo Bid era diventato una star specialmente in Giappone. Pubblicarono alcuni album in tono minore fino al 1998, anno del secondo scioglimento. Bid formò gli Scarlet's Well.

### 2008-2012
Nel 2008 il gruppo si riunì per la celebrazione del 30º anniversario della Cherry Red Records. Tre anni più tardi la riunione fu effettiva, venne svolto un tour europeo e uscì anche un album autoprodotto Platinum Coils nel 2012

## Discografia

### Album
- Strange Boutique (DinDisc, 1980)
- Love Zombies (DinDisc, 1980)
- Eligible Bachelors (Cherry Red, 1982)
- The Lost Weekend (WB, 1985)
- Fin (El Records/Cherry Red, 1986, raccolta di brani live dal 1979 al 1985)
- Dante's Casino (Vinyl Japan, 1990, Cherry Red, 2001)
- Jack (Honeymoon, 1991)
- What a Whopper! (Cherry Red, 1992)
- Charade (Cherry Red, 1993)
- Misère (Cherry Red, 1994)
- Trinity Road (Cherry Red, 1995)
- Platinum Coils (autoprodotto, 2012)
- Spaces Everywhere (Tapete, 2015)
- Allhallowtide (Tapete Records, 2022)